# Detailed Clinical Model
Een Detailed Clinical Model (DCM) is volgens ISO TS 13972 een specificatie van zorginhoudelijke gegevens voorzien van uitleg over de medische kennis, een informatiemodel waarin één of meer samenhangende klinische concepten en de context op een gestandaardiseerde en herbruikbare wijze worden weergegeven, een mapping naar terminologiesystemen en een koppeling aan classificatiesystemen voor verantwoordingsinformatie om de kwaliteit en patiëntveiligheid van een DCM te kunnen beoordelen.
Volgens de ISO TS beschrijft een DCM de kenmerken van een klinisch concept, in de vorm van gestructureerde data-elementen, inclusief de eventuele en toegestane waarden, de typeattributen en relaties tussen data-elementen nodig voor de klinische praktijk. De presentatie is op een zodanige wijze dat zij begrijpelijk is voor experts in het klinische domein, secundaire gebruikers van gegevens en modelleurs.

## Doel van een DCM

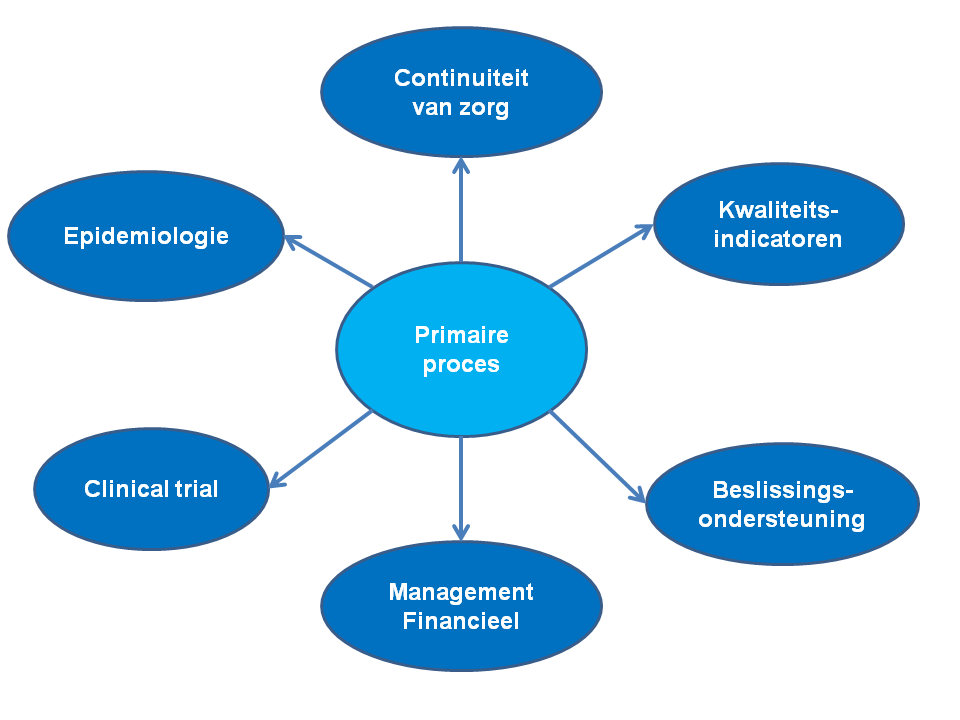
Afbeelding 1 - Secundair gebruik van een DCM

Het doel van DCM is het geven van nauwkeurige, semantisch consistente gegevens en terminologiespecificaties en procesregels die vergelijkbaar zijn en gedeeld kunnen worden tussen meerdere zorgaanbieders, gezondheidszorginstellingen en op standaarden gebaseerde Healthcare Informatie Technologie (HIT). Deze kunnen vervolgens worden gebruikt voor de eenmalige vastlegging in elektronische dossiers (zoals het EPD en een persoonlijk gezondheidsdossiers, PGD), in elektronische uitwisseling van gegevens, en op een eenduidige manier kunnen worden aangewend voor secundair gebruik ten behoeve van kwaliteitszorg, statistiek en facturering, en voor gebruik in beslissingsondersteunende systemen (zie afbeelding 1).
Elk gebruik van medische gegevens vereist een zorgvuldige analyse en specificatie van de kleinst mogelijke details, in het bijzonder de geldigheid, relevantie en betrouwbaarheid van de gegevens.

## DCM-componenten
Een kwalitatief goed DCM bevat ten minste de volgende onderdelen:
1. De zorginhoudelijke achtergrondkennis. Dit is een omschrijving van het concept waarvan gegevens worden uitgewerkt, mogelijk voorzien van een beschrijving van de patiëntengroep waarvoor het concept is bedoeld, een samenvatting van de evidentie van het concept, bij observaties of metingen de normaal en afwijkende waarden en een instructie om het gegeven op een geldige en betrouwbare manier te verkrijgen.
2. Alle relevante kenmerken die bij het concept horen en hun relaties. Een goed DCM dient volledig te zijn in deze uitwerking, waarbij kan worden aangegeven welke gegevens verplicht zijn en welke optioneel, die dus bij implementatie kunnen worden weggelaten. Van elk gegeven wordt de naam opgenomen, een definitie, gegevenssoort (datatype), en in het geval dat een keuzelijst met antwoorden is opgenomen de volledige uitwerking daarvan, of een verwijzing naar een bestaande lijst. In het geval dat het om getallen gaat wordt ook de eenheid aangegeven (cm, mm Hg etc.). Het concept, de kenmerken en de onderlinge relaties dienen in een informatiemodel te worden weergegeven, zoals in Unified Modeling Language (UML).
3. Voor elk data-element wordt een unieke code gebruikt. Deze wordt bij voorkeur verkregen uit terminologiesystemen zoals SNOMED CT en LOINC. In voorkomende gevallen kan ook een domeinspecifieke lijst worden gebruikt (lijst perinatale coderingen van stichting Perinatale Registratie Nederland, of de lijst van hoofdpijnsoorten van de Nederlandse vereniging van Neurologen etc.). Een correcte codering omvat de code, de bijbehorende naam, het codestelsel en de OID (unieke objectidentificatie) van het codestelsel. Voor elk antwoord in een keuzelijst met antwoorden (value set) wordt hetzelfde gedaan. Voor het secundaire gebruik van een data-element kan de relatie worden aangegeven met classificatiesystemen, zoals ICD10, ICF, ICNP.
4. Voor elk DCM wordt een verantwoording met versiebeheer gegeven, wie de auteur is, wie de codeur, modelleur, reviewer enzovoort, de zogenaamde metadata. Daarnaast zijn zoektermen (keywords) essentieel en ook de versie. De versie is vooral van belang omdat bij goed beheer en onderhoud van DCM indien er wijzigingen worden doorgevoerd.

Tabel 1. Vier kerncomponenten met voorbeelden van eisen aan een DCM zoals samengevat in de ISO TS 13972 (2014).
| Kennisrepresentatie                   | Belangrijke specificaties en voorschriften |
| ------------------------------------- | --- |
| Medische achtergrondkennis en context | Conceptdefinitie Populatie Evidence base Instructie voor documentatie Interpretatie |
| Data-elementspecificatie              | Data-element Data-elementdefinitie Datatype Unit of value set Relaties tussen data-elementen Gedetailleerd datamodel, bijvoorbeeld in een UML-model                                                                                          |
| Unieke code per data-element          | Unieke code per data-element Codestelsel gespecificeerd Versie van het codestelsel gespecificeerd Unieke identificatie van het codestelsel gespecificeerd Unieke coderingen voor values in de value set gespecificeerd indien van toepassing |
| Metadataspecificatie                  | Auteurs Codeurs Modelleurs Contactinformatie Versionering Trefwoorden Goedkeuring |

## Verschillen en overeenkomsten
Verschillen en overeenkomsten tussen bestaande klinische modellen of bouwstenen en DCMs zijn relevant. Internationaal zijn er al vele uitwerkingen, klinische modellen in verschillende formaten, die niet voldoen aan de eisen die aan een DCM worden gesteld volgens ISO DTS 13972. Dat wil niet zeggen dat het werk wat is gedaan niet bruikbaar zou zijn. Op dit moment is het al mogelijk om bestaande formaten automatisch om te zetten naar een DCM.
In tabel 1 wordt in grote lijnen de ontwikkeling en implementatie van een DCM weergegeven. Een eerste stap is het verzamelen en ordenen van informatie door de zorgverlener en/of de informatieanalist. Deze kunnen gebruikmaken van bestaande, eventueel onvolledige DCMs, deze beoordelen op bruikbaarheid, volledigheid en juistheid en vaststellen of zij dit bestaande DCM willen gebruiken voor een eigen klinische specificatie of besluiten om een aanpassing te vragen of een variant op het DCM te maken.
De tweede stap is het modelleren van de klinische specificatie door een informatieanalist. Deze zal het informatiemodel voorleggen aan de zorgverlener voor verificatie. In het informatiemodel worden de data-elementen en waarden in een waardenset gemapt met een concept en code uit een terminologiestelsel. Deze mapping zal ook worden geverifieerd door de zorgverlener. Dit is een cyclisch proces tot de zorgverlener zijn goedkeuring geeft aan het informatiemodel.
Er is een verschil tussen het ontwikkelen van een DCM (conceptueel en logisch) en de implementatie van een DCM in een systeem zoals het EPD (het logisch model vertalen in een specifiek technisch formaat). In tabel 1 wordt dit rechts weergegeven. Deze derde stap is de transformatie van een DCM in een specifiek technisch formaat, bijvoorbeeld een HL7 v3 template of een CEN/ISO 13606 archetype, zodat de klinische specificatie kan worden geïmplementeerd in een systeem, bijvoorbeeld het EPD of een elektronisch bericht.

## Het DCM Quality Center
Het DCM Quality Center van het Nederlands Normalisatie instituut, NEN, verbindt een groep gebruikers die gezamenlijk voor de DCM-kwaliteit, zoals beschreven in de ISO TS 13972, gaan zorgen en het onderhoud en beheer van DCM regelen.

## Relaties met internationale projecten
De ontwikkeling van DCM is gestart met de publicaties van Stan Huff en collega's van Intermountain Healthcare in Utah, VS. Zij gebruikten de term het eerst om daarmee de aparte uitwerking van klinische concepten aan te duiden. In 2006 is een workshop aangehaakt aan een Health Level 7 (HL7) Working Group Meeting. Aansluitend zijn er binnen HL7 stemmen opgegaan om hier meer werk voor te verzetten. In een workshop in Brisbane, 2007 is een groep experts op het gebied van klinische modellen bijeen geweest waar toen is afgesproken dat HL7 instances voor DCM zou gaan maken (toen project 320) en ISO een standaard zou maken waarin is duidelijk gemaakt waar een goed DCM aan moet voldoen (ISO TS 13972). Er is aan beide zijden de nodige discussie geweest. HL7 publiceerde de eerste DCMs in de Normatieve Editie 2013 en de ISO TS is in druk.  HL7 heeft in 2010 / 2011 een zogenaamde Fresh Look project uitgevoerd. Hierin is gekeken hoe de implementatie van HL7 kon worden bevorderd. Er is geconstateerd dat twee zaken de implementatie zouden versnellen:
1. eenvoudiger maken van de implementatie (het huidige intern HL7 project FHIR) en
2. meer specifieke aandacht voor de detailed clinical modelling. Voor dit laatste is CIMI opgericht. CIMI staat voor Clinical Information Modeling Initiative. Deze werkgroep richt zich op het maken van een basaal referentiemodel voor DCM en zal op termijn internationale DCM gaan produceren.